# Kungsbacka kommun
Kungsbacka kommun er en kommune i Hallands län i Sverige. Kommunen indgår i Storgöteborg.

## Byområder
Der er 15 byområder i Kungsbacka kommun.
I tabellen vises byområderne i størrelsesorden pr. 31. december 2018.  Hovedbyen er markeret med fed skrift.
| #        | Byområde       | Befolkning |
| -------- | -------------- | ---------- |
| 1        | Kungsbacka     | 23.475     |
| 2        | Göteborg       | 14.890     |
| 3        | Onsala         | 12.460     |
| 4        | Åsa            | 6.341      |
| 5        | Vallda         | 3.996      |
| 6        | Fjärås kyrkby  | 2.463      |
| 7        | Frillesås      | 2.418      |
| 8        | Halla Heberg   | 1.710      |
| 9        | Västra Hagen   | 1.359      |
| 10       | Buerås         | 768        |
| 11       | Kläppa         | 734        |
| 12       | Röda holme     | 683        |
| 13       | Sätinge        | 365        |
| 14       | Hjälm          | 273        |
| 15       | Fjärås station | 221        |
| 1. 2. 3. |                |            |

## Distrikter
| - Fjærås - Frillesås - Førlanda - Gællinge - Hanhals | - Idala - Kungsbacka - Landa - Onsala - Slæp | - Tølø - Vallda - Ælvsåker - Ølmevalla |

57°29′00″N 12°04′00″Ø / 57.483333333333°N 12.066666666667°Ø